# Zhao Gao
Zhao Gao (chinesisch 趙高 / 赵高, Pinyin Zhào Gāo; * ca. 258 v. Chr.; † 207 v. Chr. in Xianyang) war Obereunuch während der Qin-Dynastie unter Kaiser Qin Er Shi in China. Außerdem war er der einzige Eunuch in der Geschichte Chinas, der den Titel Premierminister erhielt.

## Leben
Zhao Gao stammte aus dem Staat Zhao, mit dessen Herrscherfamilie er entfernt verwandt war. Nach den historischen Aufzeichnungen im Shiji begingen seine Eltern ein Verbrechen, wofür er und sein Bruder zur Kastration gezwungen wurden.
Zhao Gao verpflichtete sich nach dem Untergang seines Landes dem Dienst der Qin. Er wurde Erzieher des zweiten Sohnes des Kaisers (Qin Er Shi) und stand fortan in dessen Gunst. Er war verantwortlich für den Tod des Generals Meng Tian und des ältesten Sohns des Kaisers, Fusu, die an der Nordgrenze stationiert waren, indem er zusammen mit Li Si den zweiten Sohn des Ersten Kaisers, Huhai dazu brachte, das Testament des Kaisers zu fälschen. Nach der Machtergreifung ließ er auch noch Li Si beseitigen.
207 v. Chr. stand die Qin-Dynastie vor dem Zusammenbruch. Zhao Gao fürchtete, dass der Kaiser ihm die Schuld zuweisen würde, verschwor sich mit anderen und zwang den Kaiser zum Selbstmord.
Dann ließ Zhao Gao einen Sohn von Fusu, Ziying, zum Herrscher ausrufen. Doch bald darauf tötete Ziying den Obereunuchen und ergab sich ein Jahr später dem Rebellenführer Liu Bang, dem Gründer der Han-Dynastie.

## Sprichwort
Mit Zhao Gao wird das bekannte chinesische Sprichwort „einen Hirsch für ein Pferd ausgeben“ (指鹿為馬,  zhǐ lù wéi mǎ) in Verbindung gebracht. Es geht auf eine Anekdote zurück, der zufolge er dem jungen Kaiser einen Hirsch als Pferd vorgeführt hatte, in der Absicht zu testen, welche der Minister bereit waren, ihm zu widersprechen und welche sich seiner Meinung bereitwillig anschlossen.